# Andreas Fischer (Fußballspieler, 1964)
Andreas Fischer (* 20. Oktober 1964 in Paderborn) ist ein ehemaliger deutscher Fußballspieler und -trainer.

## Karriere
In der Jugend spielte Fischer für den SV Marienloh, den 1. FC Paderborn, Preußen Münster und den TuS Paderborn-Neuhaus. Seine erste Profistation war der BVL 08 Remscheid, für den er 1987/88 in der zweiten Liga aktiv war. Danach wechselte Andreas Fischer für fünf Spielzeiten zum Bundesligisten Bayer 04 Leverkusen. Von 1994 bis 2001 lief er für den Hamburger SV auf. Zum Ausklang seiner Karriere wechselte der Abwehrspieler für ein Jahr in die Regionalliga zu Rot-Weiss Essen. Insgesamt absolvierte Fischer 303 Bundesliga-, 30 Zweitliga- und 20 Regionalligaspiele. Danach beendete er seine Karriere.
In der Saison 2003/04 betreute er den SC Verl als Trainer.

## Privates
Fischer schloss die Schule mit der Mittleren Reife ab und machte danach eine Ausbildung zum Tischler. Er ist verheiratet und hat vier Kinder. Fischer lebt in Schleswig-Holstein und ist Leiter einer Firma für Lüftungs- und Kälteanlagen.